# Tetraria octandra
Tetraria octandra là loài thực vật có hoa trong họ Cói. Loài này được (Nees) Kük. miêu tả khoa học đầu tiên năm 1931.